# Navajo churro
El navajo churro (conocido coloquialmente para abreviar como churro) es una raza ovina originaria de Estados Unidos, y criada desde el siglo XVII por el pueblo navajo. Tiene su origen en el tronco churro, y es descendiente de las ovejas que se llevaron a América en el siglo XVI para alimentar a los ejércitos, encomenderos y colonos españoles.
Eran populares en la zona del valle del río Bravo ya en el siglo XVII, gracias a la proliferación de ranchos españoles en las zonas de Texas, Nuevo México y Arizona, y fueron adquiridas junto con caballos por pueblos como el navajo, el hopi y otras etnias indígenas americanas a través del comercio, y pronto se convirtieron en una parte importante de la economía y cultura navaja, razón a la que debe su nombre actual. Tras la rebelión de los indios de Nuevo México en 1680, los navajos adquirieron muchos ejemplares y ampliaron sus rebaños, convirtiéndose en un elemento definitorio de su cultura incluso en la actualidad.
En 1930 el número de ejemplares que tenían los navajos se censó en 574.821, pero la sequía que vivió la zona se convirtió en un problema estatal, y el gobierno de Estados Unidos sacrificó el 30% de las ovejas, cabras y caballos de cada casa. Debido a la demanda de lana, los navajos churros fueron cruzados con otras razas como la merina y otras inglesas de lana larga, por lo que la población pura se redujo considerablemente, y en 1977 existían menos de 500 ovejas puras. Desde entonces comenzaron los proyectos de recuperación de la raza, que tomaron más fuerza a partir de 1986 cuando se creó la Navajo-Churro Sheep Association.
En la actualidad la raza se localiza en la reserva india de Nación Navajo, entre el noreste de Arizona, el sureste de Utah y el noroeste de Nuevo México. Son animales pequeños con cola larga y cuernos, y su peso oscila entre 40 y 60 kg en las hembras, y los 55 y 85 kg para los machos. Tienen abundante lana y sus colores varían desde el negro hasta el gris azulado y el blanco, y desde el marrón chocolate oscuro hasta el marrón medio intenso y el beige hasta el blanco, aunque en 2003 más de la mitad de ellas eran blancas. Con su lana se siguen fabricando alfombras y mantas con diseños tradicionales de la cultura navaja, y su carne es apreciada por su delicado sabor.